# Urban Sandén
Bror Urban Sandén, född 15 oktober 1946, är en svensk jurist som var lagman i Köpings tingsrätt från 1991 till 2001, i Örebro tingsrätt från 2001 till 2006 och i Linköpings tingsrätt från 2006 till 2009.
Sandén blev byråchef i Kriminalvårdsstyrelsen 1982, utsågs till rådman i Västerås tingsrätt 28 november 1985 och sedan till rådman i Eskilstuna tingsrätt 18 augusti 1988, följt av att 18 maj 1989 utses till rådman i Köpings tingsrätt, där han 1991 blev lagman. Den 15 mars 2001 utsågs han till lagman i Örebro tingsrätt, följt av att 19 januari 2006 utses till lagman i Linköpings tingsrätt.